# 2273 Yarilo
2273 Yarilo (1975 EV1) là một tiểu hành tinh vành đai chính được phát hiện ngày 6 tháng 3 năm 1975 bởi L. Chernykh ở Nauchnyj. The asteroid is đặt tên theo the Slavic god Jarilo.